# Ryuta Hara
Ryuta Hara (Tokio, 19 april 1981) is een voormalig Japans voetballer.

## Carrière
Ryuta Hara speelde tussen 2000 en 2009 voor Nagoya Grampus Eight, Kyoto Purple Sanga, Montedio Yamagata en Shonan Bellmare.